# Dhuligada
Dhuligada (en népalais : धुलिगाड) est un comité de développement villageois du Népal situé dans le district de Darchula. Au recensement de 2011, il comptait 4 727 habitants.